# Edwin Coratti
Edwin Coratti (Schlanders, 19 juni 1991) is een Italiaanse snowboarder. Hij vertegenwoordigde zijn vaderland op de Olympische Winterspelen 2018 in Pyeongchang.

## Carrière
Coratti maakte zijn wereldbekerdebuut in maart 2009 in Valmalenco. Twee jaar later scoorde hij in Moskou zijn eerste wereldbekerpunten. Tijdens de FIS wereldkampioenschappen snowboarden 2013 in Stoneham eindigde de Italiaan als 25e op de parallelreuzenslalom. In december 2013 behaalde Coratti in Carezza zijn eerste toptienklassering in een wereldbekerwedstrijd.
Op de FIS wereldkampioenschappen snowboarden 2015 in Kreischberg eindigde hij als negende op de parallelreuzenslalom. Op 6 maart 2016 boekte de Italiaan in Winterberg zijn eerste wereldbekerzege. Tijdens de Olympische Winterspelen van 2018 in Pyeongchang eindigde Coratti als achtste op de parallelreuzenslalom.

## Resultaten
| Jaar | Plaats      | Resultaten               |
| ---- | ----------- | ------------------------ |
| 2018 | Pyeongchang | 8e Parallelreuzenslalom  |
| 2022 | Peking      | 17e Parallelreuzenslalom |

### Wereldkampioenschappen
| Jaar | Plaats      | Resultaten               |
| ---- | ----------- | ------------------------ |
| 2013 | Stoneham    | 25e Parallelreuzenslalom |
| 2015 | Kreischberg | 9e Parallelreuzenslalom  |
| 2019 | Park City   | 7e Parallelreuzenslalom  |
| 2021 | Rogla       | 12e Parallelreuzenslalom |
| 2021 | Rogla       | 32e Parallelslalom       |
| 2023 | Bakoeriani  | 16e Parallelslalom       |
| 2025 | Engadin     | 16e Parallelreuzenslalom |

### Wereldbeker
Eindklasseringen
| Seizoen   | Algm | PAR   | PGS    | PSL |
| --------- | ---- | ----- | ------ | --- |
| 2010/2011 | 125e | 59e   | –      | –   |
| 2011/2012 | –    | 45e   | –      | –   |
| 2012/2013 | –    | 40e   | 35e    | 38e |
| 2013/2014 | –    | 33e   | 23e    | 58e |
| 2014/2015 | –    | 22e   | 22e    | 17e |
| 2015/2016 | –    | 9e    | 19e    | 4e  |
| 2016/2017 | –    | 57e   | –      | 39e |
| 2017/2018 | –    | Brons | Zilver | 5e  |

Wereldbekerzeges
| Datum            | Plaats        | Onderdeel            |
| ---------------- | ------------- | -------------------- |
| 6 maart 2016     | Winterberg    | Parallelslalom       |
| 19 januari 2019  | Rogla         | Parallelreuzenslalom |
| 18 januari 2020  | Rogla         | Parallelreuzenslalom |
| 16 maart 2022    | Rogla         | Parallelreuzenslalom |
| 19 maart 2022    | Berchtesgaden | Parallelslalom       |
| 30 november 2024 | Mylin         | Parallelreuzenslalom |